# Виле (оруђе)
Виле или рогуље су вишенамјенска пољопривредна и хортикултурна алатка. Користе се у врту, на њиви, у пољу. Њима се копа земља, подижу ситни остаци при чишћењу врта или се користе у пољу при раду са сијеном. У средњем вијеку су кориштење као оружје у сељачким устанцима. Састоје се од држала које је дужине око 150 cm на које је насађен наставак са неколико зубаца. Држало је обично од букве или храста, док број зубаца зависи од врсте вила.

## Баштенске виле
Виле за копање или баштенске виле имају краћу дршку и на њој је наставак са обично четири равна и чврста зупца ширина неколико центиметара и дужине око 30 cm који омогућавају лакши улазак у тло. На врху дршке се често налази Т додатак. Користе се у сличним приликама као и ашов, с тим што имају преднсот да због размака између зубаца лакше савладавају препреке (камење и веће грумење).

## Пољске виле
Виле које се користе за рад у пољу или при чишћењу врта имају дужу дршку и мањи размак између закривљених зубаца којих је обично 3 (виле за сијено), 4 или 5 (виле за чишћење врта или разбацивање гнојива) или чак и 10-12 (виле за утоварање кромпира или угља). Мањи размак омогућава подизање ситнијих остатака.
Виле за сијено имају најчешће три зупца и њихова структура треба да омогући подизање што веће количине сијена што у пољу или при храњењу стоке у штали. При раду са сијеном често се користе и виле са дрвеним наставком при чему средњи наставак (рог), који се назива парежак, придржава сијено јер није у истој равни са остала два.
У новија времена употреба вила у пољу и на њиви је смањена због све већег кориштења тракторских додатка којим се много брже обављају послови.

## Виле у митологији и симболици
Грчки бог мора Посејдон је представљан са рибарским трозупцем у рукама. Због сличности трозупца и вила у хришћанској митологији ђаво је често представљен с вилама којима мучи грешнике у паклу. Стога је и виљушка била проглашена ђавољом алатком од стране Римокатоличке цркве.
Виле су чест симбол сељачких удружења и политичких партија, као и чест мотив умјетничких дјела.
Старо народно вјеровање каже да онога ко сања виле за сијено чека важан посао.

## Опис
Типичне виле се састоје од дрвеног држаља које носи два до пет благо закривљених металних зубаца причвршћених на један крај дршке. Они су обично направљени од челика, кованог гвожђа или неке друге легуре, иако се историјски користило дрво или бамбус. За разлику од баштенских вила, вилама недостаје хватаљка на крају дршке.
Виле са неколико размакнутих зубаца обично се користе за кабасте материјале као што су сено или слама; оне са мање размакнутим зупцима се користе за растреситије материјале као што су силажа, стајњак, лишће или компост.

## Историја
У Европи су виле први пут коришћене у раном средњем веку, отприлике у исто време када и дрљача. Оне су биле у потпуности направљене од дрвета.
Виле се понекад користе као импровизовано оружје, као у руљи или побуни.

## У популарној култури

### Уметничка дела
Слике разних уметника приказују широк спектар вила у употреби и у мировању. Значајно америчко дело је Америчка готика (1930) Гранта Вуда, која има трокраку вилу.

### Политика
Због своје повезаности са сељаштвом и пољопривредом, виле су коришћене као популистички симбол и додате као надимак за одређене водеће популистичке личности, као што су „Пичфок” Бен Тилман и „Пичфок” Пет Бјукенен.
Гангстер Дисајплс, улична банда на средњем западу Сједињених Држава, користе виле са три врха као један од својих симбола.
Венецуеланска крајње десничарска политичка партија Нови поредак користи трокраке виле као свој симбол.

### Религијска симболика
Виле се често користе уместо визуелно сличног оружја, трозуба, у популарним приказима и сатири хришћанске демонологије. Многи шаљиви цртани филмови, како анимирани, тако и други, приказују карикатуру демона који наводно рукује „вилама“ (често заправо трозубцем) који седи на једном рамену протагонисте, насупрот анђела на другом.
Хеленистичко божанство Хад поседује бидент, оружје са два крака, слично по форми вилама, али заправо повезано са трозубом по дизајну и сврси.